# 加利福尼亞級核動力導彈巡洋艦
加利福尼亚级核动力导弹巡洋舰（California-class cruiser），是美國海軍在1974年至1999年服役的一型核動力巡洋艦。该级导弹巡洋舰共建造了2艘，分別為加利福尼亚号和南卡罗来纳号，为美国海军第4和第5艘核动力巡洋舰。

## 前期计划
加利福尼亚级核动力导弹巡洋舰，是被设计成核动力航空母舰的护航舰。当时，美国海军已经建造了第一艘核动力航母企业号(CVN-65)，并且后续的尼米茲級核動力航空母艦建造也在筹备中。而彼时美军海军仅有3艘核动力巡洋舰，分别为长滩号、班布里奇号和特鲁斯顿号。1966年，时任美国国防部长罗伯特·麦克纳马拉表示：

如果不能拥有一支核动力的护航舰队，以发挥出核动力航母的全部潜力，那么我们拥有的核动力航母将没有意义。
1966年，在“核动力海军之父”海曼·里科弗等人的推动下，尼米茲級核動力航空母艦首舰和加利福尼亚号（当时称DLGN 36）的建造预算获得批准。如此建造完成后，美国海军的每艘核动力航母将可以由两艘核动力巡洋舰护航。1967年，加利福尼亚级的二号舰南卡罗来纳号（DLGN-37）和維珍尼亞級的首舰維珍尼亞号（DLGN-38）的建造预算获得批准。

## 设计
加利福尼亚级的设计基于上一艘特鲁斯顿号核动力导弹巡洋舰（DLGN-35），但舰长和排水量上更大一些，并改进了原来的D2G型壓水冷卻反應堆。
在可行性研究阶段，存在着使用RIM-2小猎犬导弹发射器还是RIM-24鞑靼人导弹发射器的竞争。在初步设计阶段早期，确定了使用RIM-24鞑靼人导弹发射器的方案。在设计初期，计划使用Mk 42舰砲，但在建造过程中，更先进的Mk 45舰砲刚刚服役，因而改用了Mk 45舰炮。Mk 45舰炮采用轻量化设计，且仅需3人操作。
加利福尼亚级的设计旨在对抗空中、水面和水下的所有威胁。其在前部和后部各配备了一个Mk 13型导弹发射器用于防空。2座四联装Mk 141鱼叉导弹发射架用于反舰。配备阿斯洛克反潛飛彈发射器用于反潜。1980年代，安装了2套方陣近迫武器系統。该型舰配备了当时先进的传感器和雷达，包括被动电子监视和干扰系统。这些武器和传感器使他们能够攻击和防御70海里以外的目标。
其设计上的劣势是没有配置直升机机库，仅拥有一个直升机停机坪和简单的加油设施。可供SH-2海妖直昇機、SH-3海王直昇機、CH-46海骑士直升机等机型的起降。
该级舰的两艘舰都在1990年代初进行了延寿大修和现代化改装。用新的165MW D2W反应堆堆芯升级了核反应堆。拆除了舰上的反潜装备，提升了其防空能力。尽管经过了尽可能的升级，但其最多只能发射标准二型中程导弹，不能发射标准一型长程导弹。曾计划升级战斧巡航导弹和宙斯盾战斗系统，但因发现这会导致其舰艇上部过重而取消。
尽管使用核动力使得具有了无限续航的能力，但其在实际航行中仍然必须补充食物和备件。由于高昂的运营维护成本、需要大量专业人员的训练（许多船员需要接受核训练）、缺少先进的武器系统，该型核动力导弹巡洋舰不得不提前退役。加利福尼亚级是美国海军最后一批退役的核动力巡洋舰。

## 服役历史
首舰加利福尼亚号DLGN-36于1971年9月22日下水，1974年2月16日入役。2号舰南卡罗来纳号DLGN-37于1972年7月1日下水，1975年1月25日入役。1975年6月30日，两艘舰的舷号由核动力导弹驱逐领舰DLGN改为核动力导弹巡洋舰CGN，即分别为CGN-36和CGN-37。
1990年4月，加利福尼亚号到华盛顿州的普吉特湾海军造船厂进行为期三年的大修。1993年1月，大修完成，在经过一系列演习和评估后继续部署。1998年8月28日，加利福尼亚号在华盛顿州的普吉特湾海军造船厂，举行了退役仪式。
1991年海湾战争期间，南卡罗来纳号担任地中海区域的防空作战指挥舰。1991年3月28日返回母港诺福克海军基地进行大修。1994年3月30日，大修完成，并于同年10月再次执行任务。1998年9月4日，南卡罗来纳号在诺福克海军基地举行了退役仪式。

## 同级舰
| 舷号   | 舰名                            | 图片 | 入役           | 退役           | 命名由来     | 结局                           |
| ------ | ------------------------------- | ---- | -------------- | -------------- | ------------ | ------------------------------ |
| CGN-36 | 加利福尼亚号 USS California     |      | 1974年 2月16日 | 1999年 7月9日  | 加利福尼亚州 | 2000年通过核动力舰回收项目报废 |
| CGN-37 | 南卡罗来纳号 USS South Carolina |      | 1975年 1月25日 | 1999年 7月30日 | 南卡罗来纳州 | 2007年通过核动力舰回收项目报废 |

## 圖片集

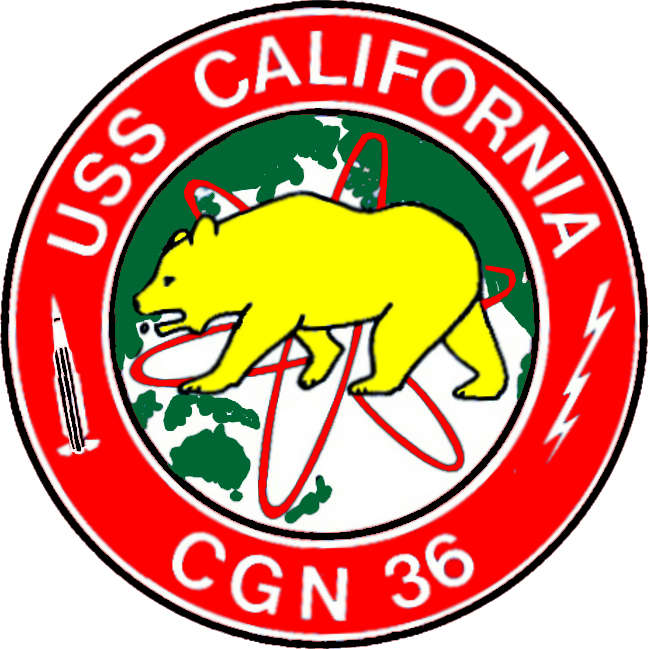
1号舰加利福尼亚号舰徽
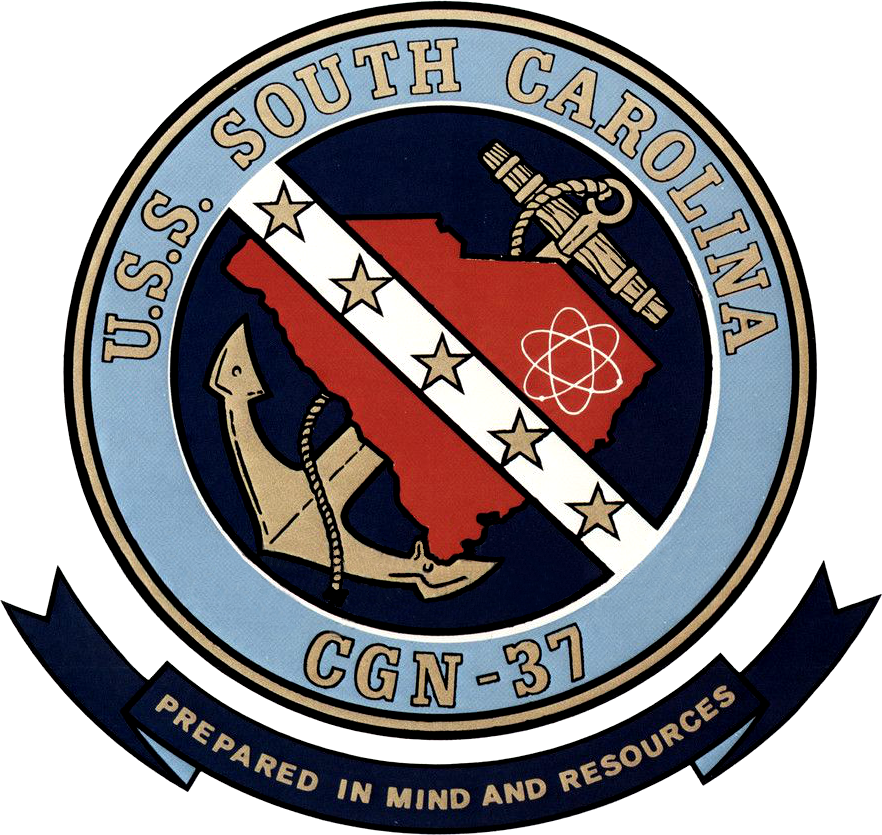
2号舰南卡罗来纳号舰徽
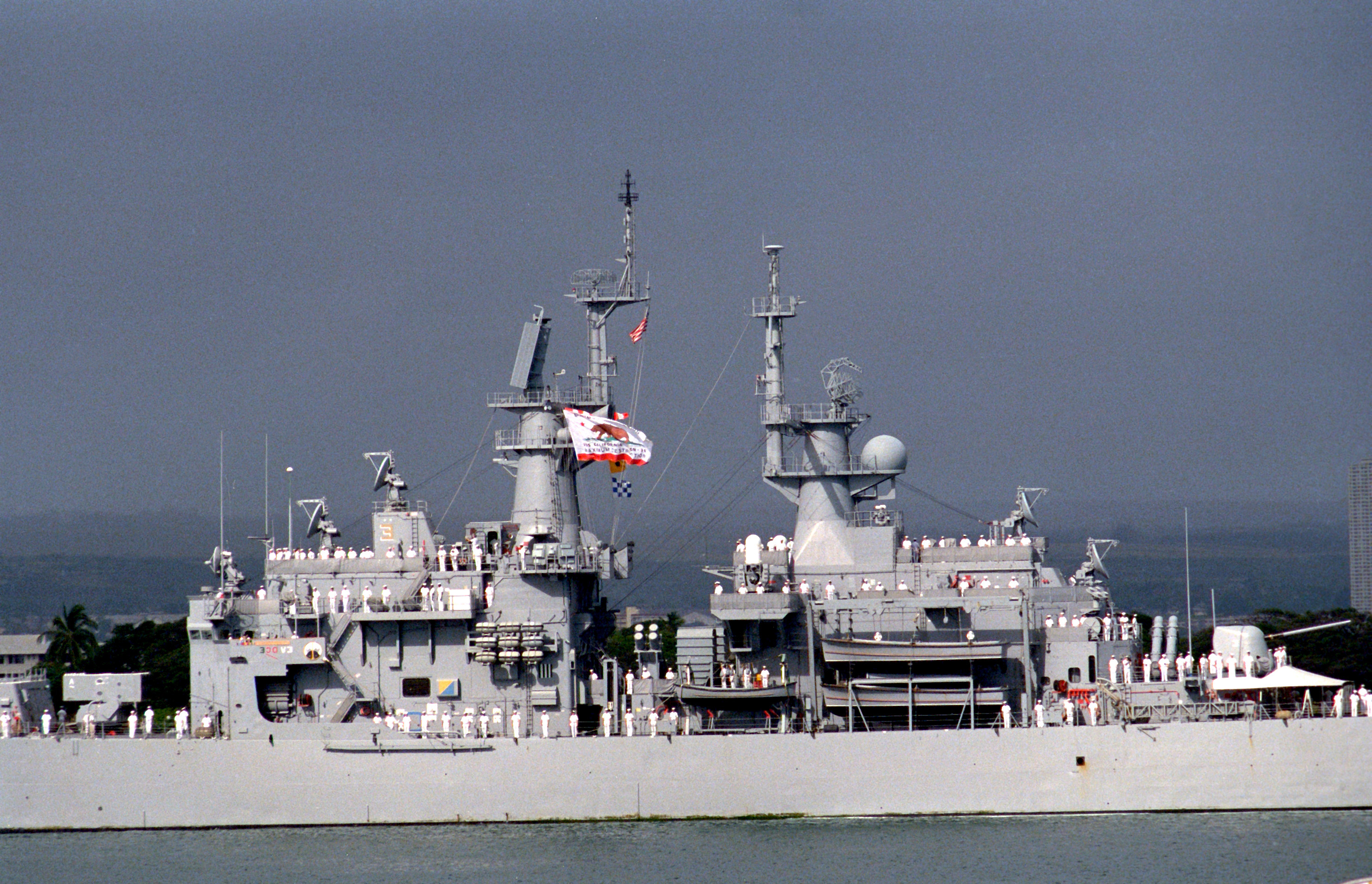
加利福尼亚号侧面
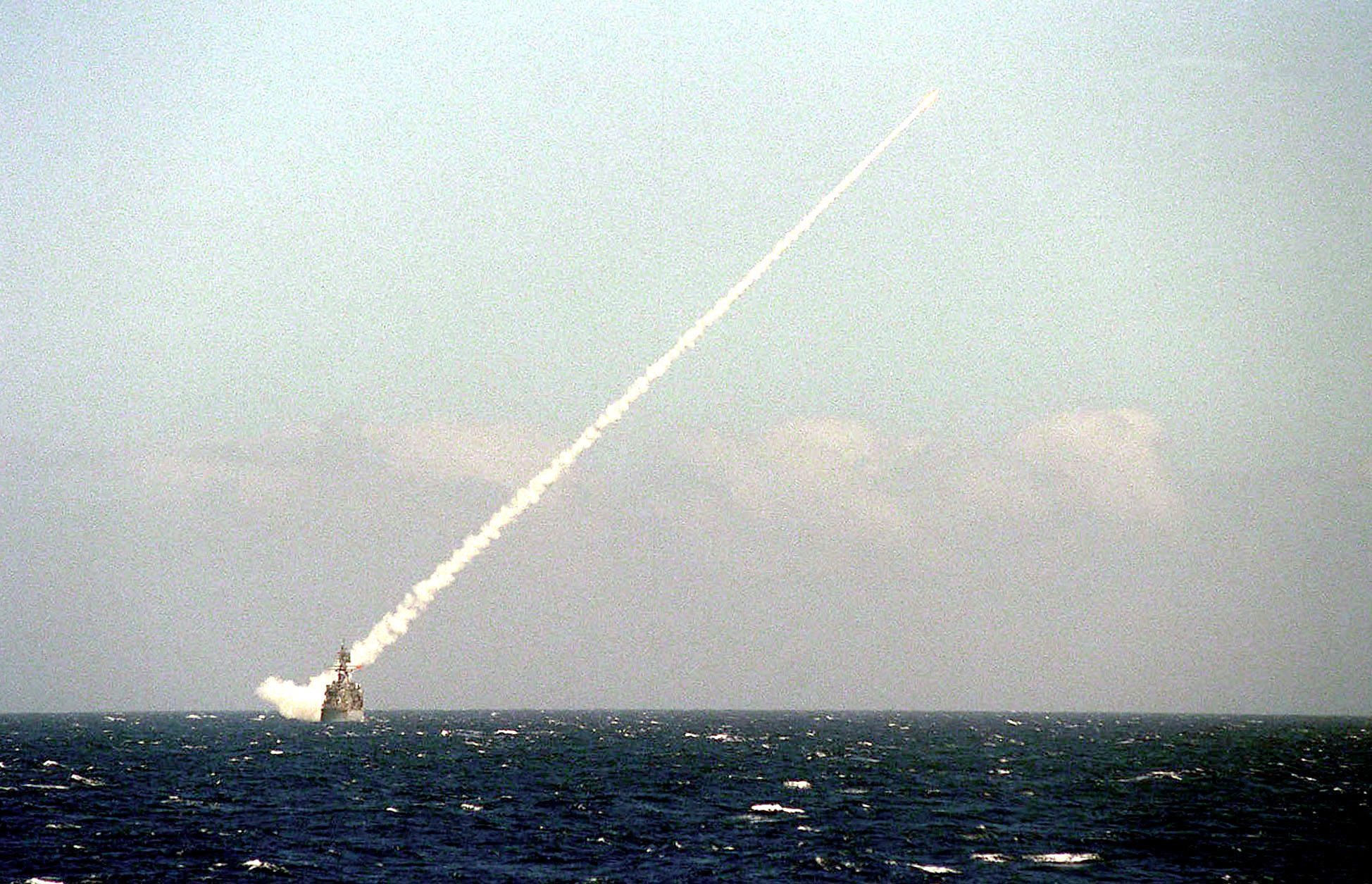
加利福尼亚号发射防空导弹